# Manuela Carnini
Manuela Carnini (Busto Arsizio, 12 ottobre 1973) è una nuotatrice artistica italiana.

## Biografia
Nata a Busto Arsizio, in provincia di Varese, nel 1973, a 18 anni ha vinto la medaglia di bronzo nella gara a squadre agli Europei di Atene 1991, chiudendo dietro a Unione Sovietica e Francia. Ha confermato lo stesso risultato nella medesima gara anche a Sheffield 1993 e Vienna 1995, in entrambi i casi dietro a Russia e Francia. Nell'ultima occasione ha conquistato il terzo gradino del podio anche nel duo insieme a Giovanna Burlando, dietro alle coppie russe e francesi.
A 22 anni ha partecipato ai Giochi olimpici di Atlanta 1996, nella gara a squadre con Ballan, Bianchi, Brunetti, Burlando, Carrafelli, Cecconi, Celli, Farinelli e Nuzzo, arrivando al 6º posto con 94 253 punti (32 807 nel tecnico e 61 446 nel libero).
Diplomata al liceo scientifico "Arturo Tosi" di Busto Arsizio, dopo il ritiro, nel 2000, si è laureata in Medicina e chirurgia all'Università degli Studi dell'Insubria, specializzandosi nel 2005 presso lo stesso ateneo in chirurgia vascolare, iniziando a svolgere la professione di chirurga vascolare, frequentando nel 2012 un Master sempre in chirurgia vascolare all'Università di Münster, in Germania e conseguendo nel 2013 un MD PhD in scienze e tecnologie biomediche. È attiva anche come pittrice, con alcune sue opere che sono state scelte per mostre internazionali e riviste/collane di pittura, e con l'organizzazione di una personale.

## Palmarès

### Campionati europei
- 4 medaglie:
  - 4 bronzi (Gara a squadre ad Atene 1991, gara a squadre a Sheffield 1993, duo a Vienna 1995, gara a squadre a Vienna 1995)